# 杭州市文澜中学
杭州市文澜中学，簡稱杭州文瀾中學、文瀾中學，是中华人民共和国浙江省杭州市的一所初级中学。

## 歷史
杭州市文澜中学前身是1956年创建的杭州大学附属中学，該校1970年改名为学军中学。2004年学校迁入拱墅区新校址。2010年由国有股份制改為民办体制。

### 校训、校风、学风
| 校训 | 励志 求知 进取 |
| 校风 | 和谐 求实 创新 |
| 学风 | 勤学 多思 探索 |

### 学校领导
| 职务                 | 人物        |
| -------------------- | ----------- |
| 校长、法人代表       | 任继长      |
| 副校长               | 薛莹 董立毅 |
| 中国共产党党委书记   | 徐青青      |
| 学生处副主任         | 方献忠 陈芸 |
| 中国共青团团委副书记 | 钱筱婷      |

### 师资力量
学校现有的教师队伍中，有特级教师4人，全国模范教师、全国优秀教师3人，全国、省、市劳动模范3人，省优秀教师7人。浙江省名师11人，省、市教坛新秀23人。高级教师、一级教师的比例为浙江省、杭州市初中学校最高。

### 学校环境
文澜中学校园占地148亩，共分9幢大楼。其中1号楼为行政楼；2号、3号、4号楼为教学楼；5号楼为图书阅览室及报告厅；6号楼为科学馆，有物理、化学、生物实验室，上层亦有美术教室和计算机教室；7号楼是体艺楼，亦与食堂相连；8、9号楼则是男女生寝室。此外，学校东面是拥有标准400米塑胶跑道、足球场、篮球场、羽毛球场、引体向上场地等的操场，亦作为拱墅区体育场使用，承办拱墅区的一些田径赛事。

## 学校特色

### 社团
杭州文澜中学的社团活动是学校具有鲜明特色的活动之一。时间为每周二下午，时长一个小时，碰到期中、期末考试复习阶段会暂停。与普通大学的社团活动所不同的是，文澜中学的社团由老师而非学生建立、招人和组织活动。初一、初二的同学会在一学年初选择报名自己心仪的社团。作为学校招牌，碰到有重要外宾来访时，亦会将社团课调至当天进行展示。

### 石头文化
文澜中学的绿化带安放有大小不一的石刻，字体多为小篆，内容用来教育学生做人的道理。食堂前亦有一块草坪供应届毕业生安放石刻表达对母校的感激。其中，校大门后用小篆刻的“立德树人”巨型石刻被视作文澜中学的象征，亦是杭州市最大的石刻。

## 历届中考
- 2008年：前三比例47%，前八比例70%，拥有状元。
- 2009年：前三比例48%，前八比例66%。拥有榜眼和探花。
- 2010年：前三比例44%，前八比例63%，拥有状元和榜眼。
- 2011年：前三比例50%，前八比例76%，拥有状元和探花。
- 2012年：前三比例57%，前八比例77%，前三甲均为文澜。
- 2013年：前三比例68%，前八比例87%，除状元以一分之差失之交臂外，第二至第十均为文澜中学的学生。
- 2014年：前三比例67%，前八比例88%。[3]
- 2015年：前三比例63%，前九比例91%，拥有榜眼和探花。[4]
- 2016年：530分以上逾210人，拥有状元、榜眼和探花。[5]
- 2017年：前三比例55%，前十一比例81%，拥有状元、榜眼和探花。[5]